# Joy Villa
Joy Angela Villa (* 25. April 1991 in Orange, Kalifornien) ist eine US-amerikanische Schauspielerin und Rocksängerin, die durch ihre Auftritte bei den Grammy Awards und ihre Unterstützung von US-Präsident Donald Trump einem breiteren Publikum bekannt wurde.

## Leben und Karriere
Joy Villa wuchs als Tochter eines italienisch-argentinischen Vaters und einer afroamerikanischen Mutter in Kalifornien auf.
Ihre erste Bühnenerfahrung hatte Villa im Alter von fünf Jahren in einem Theater. Später in ihrer Jugendzeit trat sie als Moderatorin bei Youth Network TV, einem regionalen kalifornischen Nischenprogramm, in Erscheinung und war zudem als Kleindarstellerin in diversen Film- und TV-Produktionen zu sehen. Gelegentlich wirkte sie als Mitarbeiterin hinter den Kulissen (Kostümassistentin, Produzentin) mit.
Musikalisch machte sie erstmals Anfang der 2010er Jahre auf sich aufmerksam. Eine ihrer ersten Independent-Veröffentlichungen war 2011 der Song Cold Wind. Im Juli 2014 erschien die EP I Make the Static. Weder ihre Singles noch ihre EP konnten sich zum Zeitpunkt der Veröffentlichung in den US-amerikanischen Charts platzieren oder eine größere Aufmerksamkeit erregen.
Ab dem Jahr 2015 war Villa regelmäßig als Gast bei den Grammy Awards anwesend.
Nachdem sie 2015 noch in einem orangefarbenen Netzkleid und 2016 mit einem rippenförmigen schwarzen Kostüm erschien und eher aufgrund ihrer Freizügigkeit auffiel, begann sie ab 2017, ihre Outfits mit provokanten politischen Statements auszugestalten.
So trug sie 2017 ein blau-weißes Kleid mit roten Streifen (Farben der US-Flagge), auf dem der Name des kurz zuvor gewählten US-Präsidenten Donald Trump und dessen Wahlkampfslogan Make America Great Again zu lesen waren. Die große Publicity dieses Auftritts führte zu einer kurzzeitig hohen Nachfrage ihrer im Jahre 2014 veröffentlichten EP I Make the Static. Die EP wurde binnen weniger Tage rund 26.500 Mal verkauft und 150.000 Mal gestreamt, wodurch sie Platz 12 der US-Albumcharts erreichte. In der folgenden Woche fiel die EP aufgrund mangelnder Verkäufe und Streamings direkt wieder aus den Top 200 heraus.
Die Webseite The Daily Beast entdeckte, dass Villa vor den Grammys 2017 keinen einzigen positiven Tweet zu Donald Trump veröffentlichte und bezeichnete sie als "Troll". Aus linksliberalen Kreisen wurde ihr Auftritt zudem auch als "seeking attention" bezeichnet, wohingegen konservative und rechte Medien ihn lobten. Sie wurde als Gast zu einigen konservativen Talkshows (z. B. von Sean Hannity und Tucker Carlson) eingeladen. Sie gab an, im Vorfeld der Präsidentschaftswahl 2016 zunächst Unterstützerin von Bernie Sanders gewesen zu sein und in den Wahlen zuvor für Barack Obama gestimmt zu haben.
Ab 2017 veröffentlichte sie weitere Singles mit patriotischem Inhalt (unter anderem mit dem Titel Make America Great Again!) und die EP Home Sweet Home, die jedoch kommerziell erfolglos blieben und nicht in den Charts vertreten waren.
Bei den Grammy Awards 2018 erschien sie mit einem weißen Kleid, auf dem ein Fötus im Uterus zu sehen war und einer Handtasche mit der abtreibungskritischen Botschaft "Choose life!".
2019 trug sie ein silbernes Kleid mit dem Muster einer Mauer, der roten Aufschrift "Build The Wall!" auf der Rückseite und einem Kragen aus Metalldrähten, die eine Ähnlichkeit mit Stacheldraht besaßen. Auf dem Kopf trug sie eine Krone mit spitzen Stacheln, welche die Freiheitsstatue symbolisieren sollte. In ihrer Hand hielt sie eine rote Handtasche mit dem Slogan Make America Great Again. Die FAZ urteilte, Villa sei eine "nicht sonderlich begabte[n] Vokalistin" und bezeichnete ihre Musik als "seelenlose[s] Rumgesäusele". Sie versuche "plump", "sich die Marktlücke „Trump-Fan“ für ihre musikalische Karriere zu erschließen".
Joy Villa ist Veganerin, auch als Ernährungsberaterin aktiv und war jahrelang bekennende Scientologin. 2025 machte sie ihren Ausstieg bei Scientology öffentlich.

## Diskografie
EP
- I Make the Static (2014)
- Home Sweet Home (2018)

Singles
- Cold Wind (2011)
- Vagabonds (2014)
- Run and Hide (2014)
- Get Your Freedom (2014)
- Play (2015)
- Empty (2016)
- Make America Great Again! (2017)
- Devil in the City (2018)
- Lost (2018)
- The Star Spangled Banner (2018)
- Home Sweet Home (2018)
- Freedom (Fight For It) (2019)